# Терехов, Антон Андреевич
Анто́н Андре́евич Те́рехов (род. 30 января 1998, Сургут, Тюменская область) — российский футболист.

## Клубная карьера
Первые шаги начал в футбольной школе «Тимирязевец». Далее выступал за Академию Рината Дасаева (ДФА) под руководством Александра Александровича Селиванова. Позднее Терехов присоединился к московскому «Динамо», выступал за дубль. Дебют в Премьер-лиге состоялся 17 апреля 2016 года в матче против «Крыльев Советов». Терехов вышел на поле в стартовом составе и на 61-й минуте был заменён.
Играл в «Крыльях Советов» и «Тамбове» на правах аренды. Первую половину сезона-2021/22 Терехов провёл за «Динамо-2».
В феврале 2022 года перешёл в «Нефтехимик» на правах свободного агента.
13 февраля 2023 года перешёл в «Шинник».
В конце июля 2024 года присоединился к медиафутбольной команде 2DROTS. Дебютировал за клуб 30 июля в 1/256 финала Кубка России, где отметился победным голом на последних минутах матча.

## Карьера в сборной
Выступал за юношеские сборные России с 2012 года и провёл за них в общей сумме 29 встреч. Был признан лучшим бомбардиром Мемориала Гранаткина 2016, забив 7 голов.